# NGC 3677
NGC 3677 ist eine Linsenförmige Galaxie vom Hubble-Typ S0a im Sternbild Großer Bär am Nordsternhimmel. Sie ist schätzungsweise 335 Millionen Lichtjahre von der Milchstraße entfernt und hat einen Durchmesser von etwa 215.000 Lichtjahren. Vom Sonnensystem aus entfernt sich das Objekt mit einer errechneten Radialgeschwindigkeit von näherungsweise 7.500 Kilometern pro Sekunde.
Im selben Himmelsareal befinden sich unter anderem die Galaxien PGC 35085, PGC 35195, PGC 35255, PGC 2285821.
Das Objekt wurde am 19. März 1828 von John Herschel entdeckt.